# Томаківський район
Тома́ківський райо́н — колишній район Дніпропетровської області України. Районний центр — селище Томаківка. Населення становило ▼ 25 267 (на 1.04.2016).

## Географія
Томаківський район розташовувався у південно-східній частині Дніпропетровської області. Площа району складала 1200 км².

### Гідрологія
Територією колишнього Томаківського району протікає три річки загальною довжиною 96,3 км. Загальна площа ставків 356,4 га. У 2008 році з природних водних джерел району забрано 9,3 млн м³ води, при цьому забір підземних вод (з підвищеним вмістом заліза) 2,6 млн м³.

## Історія
07 березня 1923 року Томаківка набула статусу районного центру новоутвореного Запорізького округу, Катеринославської губернії. Після ліквідації губерній, з 1925 по 1930 роки Томаківський район підпорядковувався Запорізькому округу, а з ліквідацією округів у 1930 і до створення Дніпропетровської області у 1932 році — республіканському центру в Харкові. Друкованим органом Томаківського райкому КП(б)У і районної ради робітничих, селянських і червоноармійських депутатів стала газета «Соціалістичне поле», яка почала виходити у грудні 1931 року. З 1962 по 2000 роки газета мала назву «Радянське життя». На короткий проміжок (серпень-листопад 1939 року) часу районний центр був перейменований в Калініно, а район отримав назву Калінінський.
У 1963 році Томаківський район приєднано до Нікопольського, у 1965 році — знову відокремлено у самостійний район. Район був поділений на 13 адміністративно-територіальних одиниць, у тому числі — 1 селищна та 12 сільських рад, до складу яких входили 54 населених пункти. В районі налічувалось 190 підприємств, організацій, соціальних об'єктів.
Томаківський район — скарбниця минулого. На його території розташовані 28 пам'яток історії та 211 пам'яток археології, з яких 207 курганних могильників, в селах Вищетарасівка та Іллінка — 3 поселення епохи бронзи та одне поселення Черняхівської культури.
Найрідкіснішою з пам'яток археології є кромлех — культова споруда у вигляді кільця з граніту, яка розміщується під насипом кургану епохи енеоліту — ранньої бронзової доби, висотою 3,5 метри та діаметром 17 метрів. В центрі споруди — могила, в якій знайдено поховання, пофарбоване охрою. В 1920 році кромлех дослідив академік Дмитро Яворницький і встановив, що він датується III — початком II тисячоліття до нашої ери.

### Томаківська Січ
Томаківщина має глибоке історичне коріння. Не всі знають, що перша Запорозька Січ — Томаківська Січ — знаходилася на острові Томаківка, серед низовинних плавнів і з усіх боків був охоплений річками та протоками, які навколо острова Томаківки були достатньо глибокі та широкі. Підступитися до острова було нелегко, й татари дали йому через це влучну назву «тумак», що по-їхньому означало «шапка».

### Історія розвитку освіти
Історія освіти на Томаківщині розпочалася з 1880 року. В селі Настасівці на кошти селян була організована двокласна школа, де навчались діти заможних селян.
У 1880—1890 роках будуються школи в селах Чумаки, Кисличувата, Томаківка, Преображенка, Іллінка, Новокиївка, Вищетарасівка.
13 лютого 1923 року було утворено Томаківський район. На той час вже працювала одна середня школа (Вчительська семінарія), одна восьмирічна та 34 початкових школи. В школах навчалося 2083 учні та працювало 65 учителів.
Під час німецько-радянської війни більшість шкіл було зруйновано. У 1950—1952 роках було відбудовано і відкрито Томаківську, Вищетарасівську та Чумаківську середню школи загальною кількістю 1975 учнів. У 1953 році відкрита Володимирівська середня школа. Загальна кількість учнів в цих школах становила — 2475.
У 1954 році були відкриті Преображенська, Виводівська та Іллінська середні школи (у 1971 році Іллінську школу було перейменовано в Добронадіївську середню школу).
У 1976 році переведено із восьмирічних в середні п'ять шкіл: Кисличуватську, Китайгородську, Настасівську, Зорянську та Зеленогайську.
У 1998 році в селищі міського типу Томаківка було побудовано ще одну середню школу на 750 місць та проведена реорганізація Томаківської середньої школи в Томаківську СШ № 1 та Томаківську СШ № 2.
До 2020 року в районі налічувалося 13 загальноосвітніх шкіл I—III ступенів, 2 загальноосвітніх школи I—II ступенів, 3 навчально-виховні комплекси, школа-інтернат, 3 позашкільні заклади.

## Адміністративний устрій
Район адміністративно-територіально поділявся на селищну раду та 12 сільських рад, які об'єднували 55 населених пунктів та підпорядковувались Томаківській районній раді. Адміністративний центр — селище Томаківка.
У 1988 році з обліку знято село Любимівка.

## Населення
Розподіл населення за віком та статтю (2001):
| Стать | Всього | До 15 років | 15-24 | 25-44 | 45-64 | 65-85 | Понад 85 |
| --- | ------ | ----------- | ----- | ----- | ----- | ----- | -------- |
| Чоловіки | 14 404 | 2843        | 2046  | 4328  | 3560  | 1564  | 63       |
| Жінки | 17 224 | 2850        | 2091  | 4467  | 4412  | 3094  | 310      |
| \| Статево-вікова піраміда \| Статево-вікова піраміда \| Статево-вікова піраміда \| \| ----------------------- \| ----------------------- \| ----------------------- \| \| Чоловіки \| Вік \| Жінки \| \| 63 \| 85 + \| 310 \| \| 81 \| 80-84 \| 368 \| \| 295 \| 75-79 \| 776 \| \| 617 \| 70-74 \| 1058 \| \| 571 \| 65-69 \| 892 \| \| 1072 \| 60-64 \| 1508 \| \| 531 \| 55-59 \| 728 \| \| 886 \| 50-54 \| 978 \| \| 1071 \| 45-49 \| 1198 \| \| 1180 \| 40-44 \| 1216 \| \| 1088 \| 35-39 \| 1158 \| \| 1014 \| 30-34 \| 1044 \| \| 1046 \| 25-29 \| 1049 \| \| 923 \| 20-24 \| 1031 \| \| 1123 \| 15-20 \| 1060 \| \| 1231 \| 10-14 \| 1181 \| \| 921 \| 5-9 \| 924 \| \| 691 \| 0-4 \| 745 \| |        |             |       |       |       |       |          |
| Статево-вікова піраміда |        |             |       |       |       |       |          |
| Чоловіки | Вік    | Жінки       |       |       |       |       |          |
| 63 | 85 +   | 310         |       |       |       |       |          |
| 81 | 80-84  | 368         |       |       |       |       |          |
| 295 | 75-79  | 776         |       |       |       |       |          |
| 617 | 70-74  | 1058        |       |       |       |       |          |
| 571 | 65-69  | 892         |       |       |       |       |          |
| 1072 | 60-64  | 1508        |       |       |       |       |          |
| 531 | 55-59  | 728         |       |       |       |       |          |
| 886 | 50-54  | 978         |       |       |       |       |          |
| 1071 | 45-49  | 1198        |       |       |       |       |          |
| 1180 | 40-44  | 1216        |       |       |       |       |          |
| 1088 | 35-39  | 1158        |       |       |       |       |          |
| 1014 | 30-34  | 1044        |       |       |       |       |          |
| 1046 | 25-29  | 1049        |       |       |       |       |          |
| 923 | 20-24  | 1031        |       |       |       |       |          |
| 1123 | 15-20  | 1060        |       |       |       |       |          |
| 1231 | 10-14  | 1181        |       |       |       |       |          |
| 921 | 5-9    | 924         |       |       |       |       |          |
| 691 | 0-4    | 745         |       |       |       |       |          |

За даними Головного управління статистики в Дніпропетровській області кількість населення в районі на 1 лютого 2011 року становила 26 131 особу.

## Промисловість
Основою економіки Томаківського району є сільськогосподарське виробництво. Сільськогосподарські угіддя становлять 94,7 тис. гектарів. Господарства району спеціалізуються на виробництві зерна, молока, яєць, вирощуванні технічних культур. Сільськогосподарську діяльність в районі здійснюють 42 підприємства різних форм власності та 130 фермерських господарств.
Активно розвивавалося мале підприємництво: в районі налічувалося 50 малих підприємств.

## Транспорт
Територією району пролягають  автошляхи Н23, Р73, Т 0420 та Т 0435 та залізнична лінія Апостолове — Запоріжжя, на якій розташовані одна залізнична станція Мирова та чотири зупинні пункти: 125 км, 132 км, 141 км та 146 км.

## Соціальна сфера
Для забезпечення освітніх послуг діють 1 професійно-технічне училище, 13 середніх загальноосвітніх шкіл, 4 неповні загальноосвітні школи, 8 дитячих дошкільних установ, школа-інтернат.
Протягом 15 років незалежності України у районі збудовано 947 будинків загальною площею 87,8 тис. м²; газопроводів — 390,2 км; водопровідних мереж — 52,2 км; 3 школи; відкрився Свято-Благовіщенський храм у  Томаківці.
Для задоволення духовних потреб населення в районі функціонують 37 бібліотек та 44 заклади культури. З 17 клубних закладів, які функціонують на території району: районний будинок культури та 16 сільських клубних закладів, в яких діють 132 клубних формувань, із них — 86 колективи художньої творчості. У Томаківському районі працює дитяча музична школа.
Для збереження історичного минулого краю в районі засновано Томаківський районний народний історико-краєзнавчий музей імені 50-річчя Перемоги та 5 сільських музеїв, у яких налічується майже 8000 експонатів. У музеї експонується та знаходиться в запасниках понад 5000 експонатів.
Філією історико-краєзнавчого музею є картинна галерея, яка названа іменем земляка, заслуженого діяча мистецтв України, скульптора Дмитра Красняка. Експозиційний фонд картинної галереї становить понад 200 експонатів, а 2004 року поповнився 36 скульптурними творами, які після своєї смерті Дмитро Красняк заповів томаківцям і були привезені з Житомира. Протягом року картинну галерею відвідують понад 1500 осіб.

## Політика
25 травня 2014 року відбулися Президентські вибори України. У межах Томаківського району було створено 19 виборчих дільниць. Явка на виборах складала — 54,61 % (проголосували 11 535 із 21 124 виборців). Найбільшу кількість голосів отримав Петро Порошенко — 43,88 % (5 062 виборців); Юлія Тимошенко — 12,62 % (1 456 виборців), Сергій Тігіпко — 9,30 % (1 073 виборців), Олег Ляшко — 7,56 % (872 виборців), Анатолій Гриценко — 5,96 % (687 виборців). Решта кандидатів набрали меншу кількість голосів. Кількість недійсних або зіпсованих бюлетенів — 2,28 %.